# Schaufelkärpflinge
Die Schaufelkärpflinge (Adrianichthys) sind eine Gattung kleiner Süßwasserfische aus der Ordnung der Hornhechtartigen (Beloniformes), die endemisch im indonesischen Poso-See auf der Insel Sulawesi leben. Auf Sulawesi werden sie buntingi, im Englischen bunting genannt.

## Merkmale
Schaufelkärpflinge werden 8,5 bis 17 cm lang und besitzen einen mehr oder weniger langgestreckten Körper. Als typische oberflächennah lebende Fische haben sie eine gerade Rückenlinie, sind mehr oder weniger tiefbauchig mit einer geraden Hinterleibskante, haben ein oberständiges Maul und eine weit hinten liegende Rückenflosse. 
Die monophyletische Gattung kann durch fünf eindeutige Synapomorphien diagnostiziert werden: einen paarigen oder einzelnen Präethmoid-Knorpel, Orbita, die über den oberen Kopfrand reichen, eine flache und breite Prämaxillare, eine relativ gerade Maxillare und zwei bis vier unregelmäßige Reihen kleiner, schlanker Zähne in Ober- und Unterkiefer. 
Von der Seite gesehen ist der Schädel auf Höhe des Siebbeins flach und breit. Die hinteren Zähne auf der Prämaxillare sind nicht vergrößert. Diese zwei Merkmale werden auch bei verschiedenen Zahnkärpflingen gefunden, jedoch nicht bei den verwandten Reiskärpflingen (Oryzias).

## Arten
- Entenschnabelkärpfling (Adrianichthys kruyti) Weber, 1913
- Adrianichthys oophorus Kottelat, 1990
- Gestreckter Poso-Kärpfling (Adrianichthys poptae) Weber & de Beaufort, 1922
- Adrianichthys roseni Parenti & Soeroto, 2004

## Gefährdung
Von den vier Arten sind Adrianichthys kruyti und A. poptae extrem selten oder bereits ausgestorben. Gründe sind Wasserverschmutzung, Überfischung sowie die Konkurrenz und Nachstellung durch eingeführte Fischarten (Mosambik-Buntbarsch (Oreochromis mossambicus) und Karpfen (Cyprinus carpio)). A. oophorus war 1995 noch recht häufig.